# Priotyrannus closteroides
Priotyrannus closteroides là một loài bọ cánh cứng trong họ Cerambycidae.